# Campeonato de Apertura 1961 (Perú)
El Campeonato de Apertura 1961 fue la decimoséptima edición de este torneo donde participaron los cinco mejores equipos del Campeonato Peruano de Fútbol de 1960. El campeón fue Sporting Cristal. La organización correspondía a la Asociación Central de Fútbol (ACF), antigua denominación de la actual Asociación Deportiva de Fútbol Profesional (ADFP).

## Formato
El torneo se jugó en un sistema de todos contra todos a una sola rueda y se otorgaba dos puntos por partido ganado, un punto por partido empatado y ninguno por partido perdido. El campeón sería el que más puntos acumule, en caso de igualdad de puntos se jugaba un partido de desempate por el título.

## Equipos participantes
| Club                      | Vía de clasificación                                |
| ------------------------- | --------------------------------------------------- |
| Universitario de Deportes | Campeón del Campeonato Peruano de Fútbol de 1960    |
| Sport Boys                | Subcampeón del Campeonato Peruano de Fútbol de 1960 |
| Sporting Cristal          | Tercero del Campeonato Peruano de Fútbol de 1960    |
| Deportivo Municipal       | Cuarto del Campeonato Peruano de Fútbol de 1960     |
| Centro Iqueño             | Quinto del Campeonato Peruano de Fútbol de 1960     |

## Partidos
1ª ronda
| Fecha               | Lugar            |                           | Resultado |               |
| ------------------- | ---------------- | ------------------------- | --------- | ------------- |
| 25 de junio de 1961 | Estadio Nacional | Universitario de Deportes | 2-0       | Sport Boys    |
| 25 de junio de 1961 | Estadio Nacional | Sporting Cristal          | 2-2       | Centro Iqueño |

Descansó Deportivo Municipal
 2ª ronda
| Fecha               | Lugar            |                           | Resultado |                     |
| ------------------- | ---------------- | ------------------------- | --------- | ------------------- |
| 29 de junio de 1961 | Estadio Nacional | Universitario de Deportes | 3-0       | Centro Iqueño       |
| 29 de junio de 1961 | Estadio Nacional | Sport Boys                | 3-2       | Deportivo Municipal |

Descansó Sporting Cristal
 3ª ronda
| Fecha              | Lugar            |                           | Resultado |                  |
| ------------------ | ---------------- | ------------------------- | --------- | ---------------- |
| 1 de julio de 1961 | Estadio Nacional | Deportivo Municipal       | 1-0       | Centro Iqueño    |
| 1 de julio de 1961 | Estadio Nacional | Universitario de Deportes | 1-2       | Sporting Cristal |

Descansó Sport Boys
 4ª ronda
| Fecha              | Lugar            |                           | Resultado |                     |
| ------------------ | ---------------- | ------------------------- | --------- | ------------------- |
| 9 de julio de 1961 | Estadio Nacional | Sporting Cristal          | 2-1       | Sport Boys          |
| 9 de julio de 1961 | Estadio Nacional | Universitario de Deportes | 0-3       | Deportivo Municipal |

Descansó Centro Iqueño
 5ª ronda
| Fecha              | Lugar            |                  | Resultado |                     |
| ------------------ | ---------------- | ---------------- | --------- | ------------------- |
| 5 de julio de 1961 | Estadio Nacional | Sporting Cristal | 6-2       | Deportivo Municipal |
| 5 de julio de 1961 | Estadio Nacional | Centro Iqueño    | 2-3       | Sport Boys          |

Descansó Universitario de Deportes

## Tabla de posiciones
| Pos. | Equipo                    | PJ | PG | PE | PP | GF | GC | Dif. | Puntos |
| ---- | ------------------------- | -- | -- | -- | -- | -- | -- | ---- | ------ |
| 1°   | Sporting Cristal          | 4  | 3  | 1  | 0  | 12 | 6  | +6   | 7      |
| 2°   | Universitario de Deportes | 4  | 2  | 0  | 2  | 6  | 5  | +1   | 4      |
| 3°   | Deportivo Municipal       | 4  | 2  | 0  | 2  | 8  | 9  | -1   | 4      |
| 4°   | Sport Boys                | 4  | 2  | 0  | 2  | 7  | 8  | -1   | 4      |
| 5°   | Centro Iqueño             | 4  | 0  | 1  | 3  | 4  | 9  | -5   | 1      |

|                                |
| Campeón Campeonato de Apertura |
| Sporting Cristal 1er título    |